# Asherah
Asherah (ugaritico: 𐎀𐎘𐎗𐎚, 'ṯrt; ebraico: אֲשֵׁרָה), nella mitologia semitica e cananea è la paredra del dio del cielo El e compare in un vario numero di fonti, tra cui testi in accadico come Ashratum/Ashratu e in ittita come Asherdu(s), Ashertu(s), Aserdu(s) o Asertu(s). Asherah è generalmente considerata coincidente con la dea ugaritica Athirat (più correttamente traslitterato come ʼAṯirat).

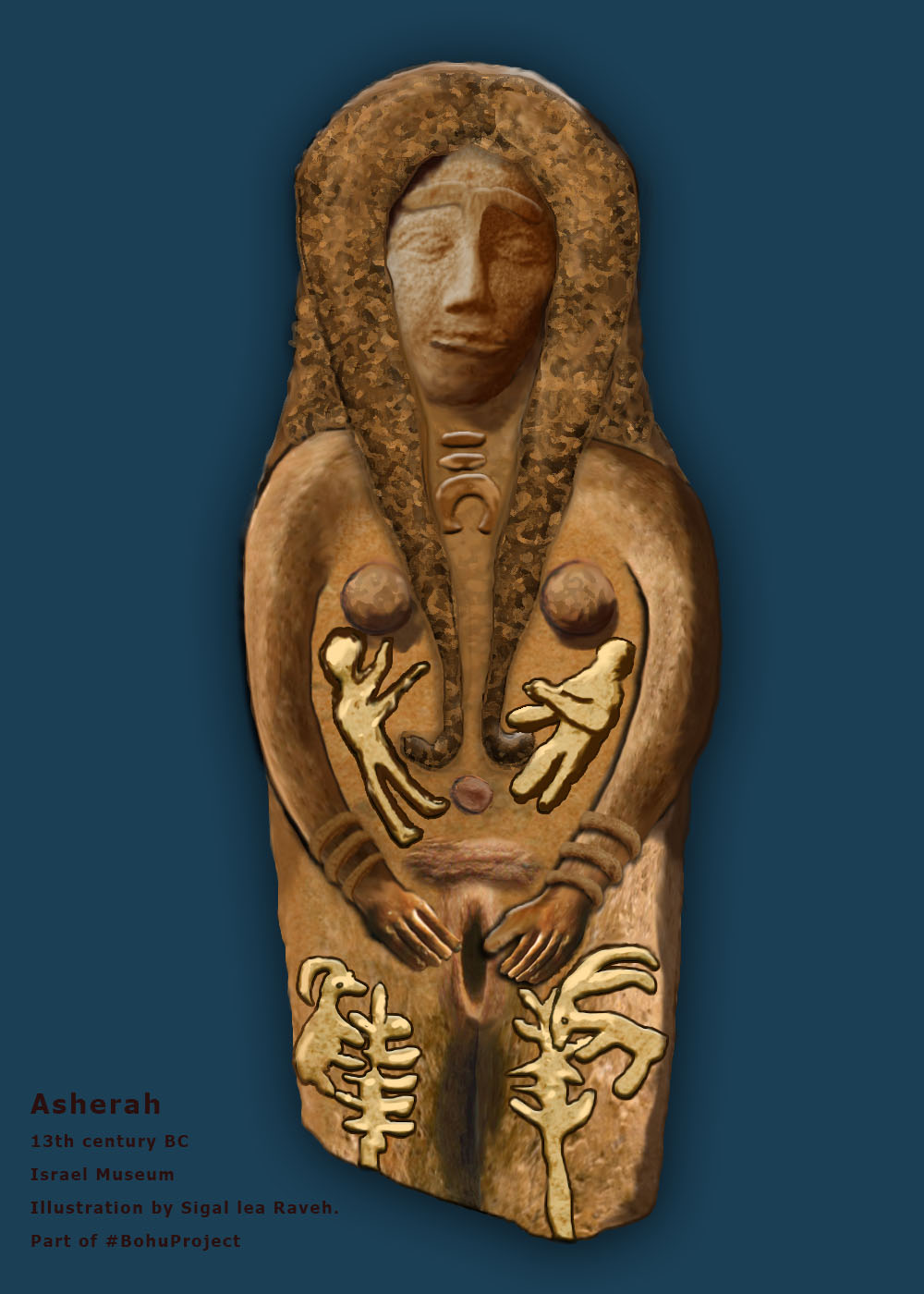
Ašcéra, figura del XIII secolo a.C. su un manifesto del Museo d'Israele a Gerusalemme.

Nella Bibbia viene spesso associata a Baal, il cui culto si era infiltrato in Israele e doveva esserne espulso. Per questo motivo alcuni studiosi la confondono con altre dee semitiche della fertilità come Ishtar o Astarte, possibili paredre di Baal. Il Libro di Geremia, scritto attorno al 628 a.C., usa il titolo "regina dei cieli" nei capitoli 7 e 44, probabilmente per indicare una di queste dee e non Asherah, come talvolta affermato.
Il culto di Asherah prevedeva l'installazione di oggetti di culto in forma di pali o forse alberi stilizzati, anch'essi indicati col termine "asherah".

## Ugarit
Nei testi ugaritici antecedenti al 1200 a.C., Athirat è quasi sempre indicata col suo titolo completo, rabat ʼAṯirat yammi (ugaritico: 𐎗𐎁𐎚 𐎀𐎘𐎗𐎚 𐎊𐎎; rbt ʼaṯrt ym), «Signora Athirat del Mare» o, in maniera più completa, «Colei che cammina sul mare». Questo nome ricorre dodici volte nell'Epica di Ba'al. Diversi traduttori e commentatori ritengono che il nome derivi dalla radice ugaritica ʼaṯr, «falcata», imparentata alla radice ebraica ʼšr dallo stesso significato.
L'altro suo epiteto divino era qaniyatu ʾilhm (ugaritico: 𐎖𐎐𐎊𐎚 𐎛𐎍𐎎, qnyt ʾlm) che si potrebbe tradurre con «creatrice degli dèi (Elohim)».
Nei testi ugaritici, Athirat è la consorte del dio El; vi è anche un riferimento ai 70 figli di Athirat, presumibilmente gli stessi 70 figli di El. Nei documenti ugaritici Athirat e Astarte (ʿAshtart) sono chiaramente distinte, sebbene in fonti non-ugaritiche tarde la distinzione tra le due dee vada sparendo, o a causa di errori di scrittura o per un possibile sincretismo. In quanto sposa di El/Ilu, Athirat è detta Elath («Dea», la forma femminile di El; si veda Allat) o Rabit (Signora) e Qodesh/Kedes «La Santa».
In alcune liste divine accadiche Ashratum appare come una delle mogli del dio Amurru. In maniera contraddittoria, Ashtart è ritenuta collegata alla dea mesopotamica Ishtar, talvolta rappresentata come la figlia di Anu, mentre nei miti ugaritici Ashtart è una delle figlie di El, la controparte semitica occidentale di Anu.
Presso gli Ittiti, questa dea compare come Asherdu(s) o Asertu(s), la consorte di Elkunirsa (dal titolo ugaritico El-qan-arsha, «El creatore della Terra») e madre di 77 o 88 figli.
Nelle lettere di Amarna un re degli Amorriti è chiamato Abdi-Ashirta, «Servo di Asherah».

## Antico Egitto
A partire dalla XVIII dinastia, in Egitto inizia a comparire con una certa preminenza una dèa semitica chiamata Qadesh, «Santità», identificata con la dea egiziana Hathor. Questa Qadesh non sarebbe da identificare con Ashtart o Anat, in quanto queste due dèe compaiono col loro nome e con iconografie differenti. Questa dèa scompare in epoche successive, a partire da quella persiana, a causa del sincretismo tra Qadesh e Athirat/Ashrtum.

## Regno di Israele e Giuda

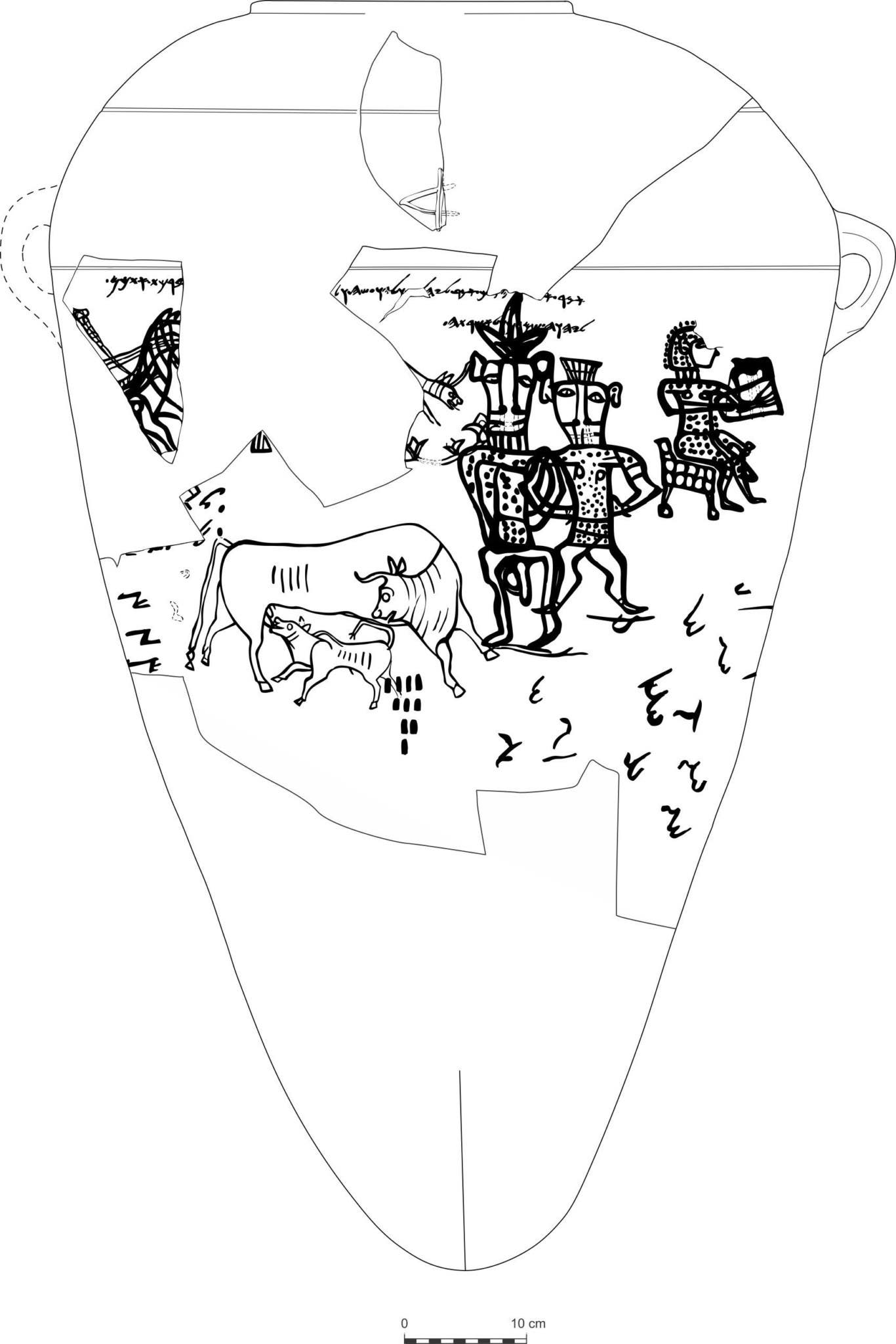
Iconografia della giara di Kuntillet Ajrud, con tre figure antropomorfe e l'iscrizione: «Yahweh [...] e la sua Asherah»

Sia i ritrovamenti archeologici che i testi biblici documentano tensioni, nel periodo monarchico, tra gruppi che veneravano Yahweh insieme a divinità locali come Asherah e Ba'al, e gruppi che insistevano con la venerazione esclusiva di Yahweh. La fonte deuteronomista fornisce la prova di un forte partito monoteistico durante il regno di re Giosia (seconda metà del VII secolo a.C.), ma la forza e il predominio di una precedente venerazione monoteistica di Yahweh è discussa, in quanto dipende da quanto materiale deuteronomistico sia basato su fonti più antiche e quanto sia il frutto di un'invenzione dei redattori deuteronomistici, volta a rinvigorire la loro visione teologica. 
I ritrovamenti archeologici registrano l'ampia diffusione del politeismo all'esterno e all'interno di Israele durante il periodo della monarchia divisa.
Ad esempio, una struttura cultuale a Taanach (Israele settentrionale, vicino Megiddo) e risalente al X secolo a.C., mostra usi chiaramente politeistici. La struttura ha quattro livelli, o registri.
Sul primo livello partendo dal basso c'è una figura femminile con mani poggiate sulle teste di leoni che le sono posti lateralmente; la figura femminile può essere interpretata come una dea (Asherah, Astarte o Anat).
Il secondo livello partendo dal basso presenta due figure simili a sfingi alate con uno spazio vuoto tra loro.
Il terzo livello partendo dal basso contiene un albero sacro fiancheggiato su ambo i lati da animali rampanti con zoccoli e corna, ulteriormente incorniciati da animali simili a quelli del primo livello dal basso (quindi presumibilmente leoni), mentre il quarto registro presenta un quadrupede (un bovino o un cavallo) sovrastato dal disco solare.
Non è chiaro se Taanach fosse sotto controllo israelita o cananeo quando la struttura cultuale fu costruita, e le interpretazioni sono varie.
Se il quadrupede sul quarto livello fosse un bovino, potrebbe essere identificato con Yahweh o con Baal, col disco solare a rappresentare o il dio del sole o il cielo.
La maggior parte degli autori concordano col fatto che l'albero sacro al terzo livello partendo dal basso vada identificato con una asherah, inteso come oggetto di culto piuttosto che come l'immagine di una divinità. Le sfingi alate al secondo livello sono state interpretate come cherubini, tra i quali sarebbe stato rappresentato un invisibile Yahweh, sebbene un'interpretazione alternativa sia che lo spazio vuoto servisse per permettere agli osservatori di vedere un fuoco o delle figurine all'interno della struttura. Sebbene una varietà di interpretazioni sia possibile, Mark S. Smith conclude che «assumendo che la datazione di questa struttura al X secolo sia corretta, essa testimonia il politeismo in quest'area».
Un altro esempio di politeismo nel Levante meridionale è la scoperta di una combinazione di iscrizioni e iconografie in un centro religioso/foresteria a Kuntillet Ajrud, nel deserto del Sinai settentrionale, che risale all'VIII secolo a.C. Tra i vari ritrovamenti, una grande giara ha attirato molta attenzione. Sul fianco della giara, sono presenti motivi iconografici che mostrano tre figure antropomorfe e un'iscrizione che nomina appaiati «Yahweh [...] e la sua Asherah». L'iscrizione suggerì le prime identificazioni delle due figure in piedi con Yahweh e la sua consorte Asherah, ma lavori successivi le identificarono come figure di Bes, sebbene altri archeologi non siano d'accordo con questa interpretazione. Un certo numero di studiosi, inclusi William G. Dever, professore emerito di archeologia del Vicino Oriente al Lycoming College e archeologo specializzato nella storia del Levante, e Judith M. Hadley, continuano a interpretare l'iscrizione come un riferimento ad Asherah intesa come una dea israelita e consorte di Yahweh. Dever ha scritto un libro intitolato Did God Have a Wife? («Dio aveva una moglie?») che fa una panoramica dei ritrovamenti archeologici sottolineando la scoperta nel territorio dell'antico Regno di Israele di numerose figurine femminili come una prova a favore della sua teoria, secondo la quale Asherah ricopriva il ruolo di dea e consorte di Yahweh nella religione popolare israelita del periodo monarchico. A questi due ricercatori si affianca Francesca Stavrakopoulou, professoressa di religioni antiche all'Università di Exeter, la quale si è focalizzata soprattutto sulla storia antica di Israele durante l'Età del ferro. Di opinione differente sono altri autori, tra cui Mark S. Smith, John Day e André Lemaire, i quali considerano l'«asherah» di queste iscrizioni come un oggetto di culto, un albero stilizzato o un luogo di venerazione attraverso il quale la benedizione di Yahweh era impartita, piuttosto che una dea che potesse fungere da consorte. Secondo l'esegeta ed egittologo Othmar Keel, «Né l'iconografia né il testo ci obbligano ad interpretare la relazione tra "Yahweh [...] e la sua Asherah" in Ferro IIB nel senso di una relazione (sessualmente sancita) di due forze che sono accoppiate, e così imporci di conferire ad asherah la condizione di compagna. L'"asherah di Yahweh" non ha lo stesso rango di Yahweh, ma è piuttosto un'entità di mediazione, che porta la sua benedizione ed è concepita mentalmente nella forma di un albero stilizzato che era così subordinato a Yahweh».
La Bibbia ebraica usa il termine «asherah» in due sensi, come un oggetto di culto e come un nome divino. Come oggetto di culto, l'asherah può essere «costruito», «abbattuto» e «bruciato», e Deuteronomio 16:21 proibisce di piantare alberi come asherah:
intendendo un albero stilizzato o un tronco potato. In altri versi si intende chiaramente una dea, come, per esempio, in Secondo libro dei Re, 23:4-7, dove degli oggetti sono realizzati «per Baal e Asherah»: 
I riferimenti ad asherah in Isaia 17:8 e 2:8 suggeriscono che non vi era distinzione nel pensiero antico tra l'oggetto e la dea Asherah: